# Залог (гражданское право)
Залог в гражданском праве — способ обеспечения исполнения обязательств. Предметом залога может быть всякое имущество, в том числе вещи и имущественные права, за исключением имущества, на которое не допускается обращение взыскания, требований, неразрывно связанных с личностью кредитора, в частности требований об алиментах, о возмещении вреда, причиненного жизни или здоровью, и иных прав, уступка которых другому лицу запрещена законом. 
При заключении договора залога залогодатель обязан предупредить в письменной форме залогодержателя о всех известных ему к моменту заключения договора правах третьих лиц на предмет залога (вещных правах, правах, возникающих из договоров аренды, ссуды и т. п.). В случае неисполнения залогодателем этой обязанности залогодержатель вправе потребовать досрочного исполнения обеспеченного залогом обязательства или изменения условий договора залога, если иное не предусмотрено законом или договором.
Залог, также как и поручительство, является акцессорным (дополнительным) обязательством по отношению к основному обеспечиваемому обязательству, что в частности влечёт за собой следующие последствия: при недействительности основного обязательства недействительным становится и залоговое обязательство, уступка прав по основному обязательству влечёт за собой уступки прав по залоговому и т. д. Залог недвижимого имущества носит название ипотека.
Существуют альтернативные толкования термина, где залог рассматривают как  приоритетное право требования залогодержателя на предмет залога, переданный залогодателем для обеспечения обязательств с целью удовлетворения требований к должнику (заёмщику) и учитываемый по залоговой и/или другой стоимости.

## Правовое значение
Право залога возникает как в результате фактической передачи (заклада) движимого имущества кредитору-залогодержателю (посессорный залог), так и в результате заключения соглашения об установлении права залога (непосессорный залог). При этом в качестве залогодателя может выступать как сам должник по основному (обеспечиваемому) обязательству (залог по своим долгам), так и третье лицо (залог по чужим долгам).
Предмет залога — вещи и имущественные права. Стороны залога — залогодатель и залогодержатель. Договор залога должен быть заключён в простой письменной форме, если законом или соглашением сторон не установлена нотариальная форма. Договор залога обеспечивает выполнение обязательств по договору, который должен быть нотариально удостоверен. Денежные средства, находящиеся на банковском счёте, долгое время не могли быть предметом залога, но изменения, внесённые в ГК РФ в 2013 году, разрешили кредитным организациям открывать залоговые счета (ст. 358.9 ГК РФ).
Существенный признак залогового права есть вещный его характер. Оно имеет силу не только по отношению к должнику — владельцу заложенного имущества, но и в отношении ко всем сторонним лицам, в руках которых оно находится. Залоговое право переходит вместе с имуществом, приобретаемым путём наследования, купли и пр. Лицо, отдающее имущество в залог или заклад, называется залогодателем или закладодателем; лицо, принимающее имущество в залог, — залогодержателем.
При залоге движимого имущества оно поступает по описи к кредитору, но лишь для хранения, без права пользования; при залоге же недвижимого имущества — остаётся во владении и пользовании должника, который лишается лишь права отчуждения и нового залога.
Недействителен залог имущества, состоящего под запрещением.
В соответствии со ст. 342 ГК РФ если имущество, находящееся в залоге, становится предметом ещё одного залога в обеспечение других требований (последующий залог), требования последующего залогодержателя удовлетворяются из стоимости этого имущества после требований предшествующих залогодержателей. Последующий залог допускается, если он не запрещён предшествующими договорами о залоге. Залогодатель обязан сообщать каждому последующему залогодержателю сведения обо всех существующих залогах данного имущества, предусмотренные пунктом 1 статьи 339 ГК РФ, и отвечает за убытки, причинённые залогодержателям невыполнением этой обязанности.
По наступлении срока обязательства, в случае неисполнения, залогодержатель имеет право требовать продажи заложенного имущества для получения удовлетворения из вырученной суммы; продажа производится с публичного торга установленным для этого порядком.
Залогодержатель имеет право на преимущественное удовлетворение перед другими кредиторами, права коих не обеспечены залогом или обеспечены позднее.
Залог — способ обеспечения исполнения обязательств, при котором кредитор (залогодержатель) имеет право в случае невыполнения должником (залогодателем) обеспеченного залогом обязательства получить удовлетворение своего требования из стоимости заложенного имущества преимущественно перед другими кредиторами, за исключением случаев, предусмотренных законодательством.
В качестве залогодателя или залогодержателя могут выступать граждане или юридические лица. Залогодателем при залоге имущества может быть лицо, которому предмет залога принадлежит или будет принадлежать на праве собственности или праве полного хозяйственного ведения.
Под предметом ипотеки понимается зарегистрированная в соответствующем реестре недвижимость, идентифицированная договором об ипотеке.
Во многих случаях банки и другие организации, выдающие заёмные средства под залог, принимают в качестве залога только то имущество, которое может быть быстро реализовано в случае невыполнения долгового обязательства.

## Залог транспортных средств
Залог транспортных средств является способом обеспечения надлежащего исполнения обязательств. С его помощью проще произвести принудительное взыскание. Залог предполагает, что на имущество должника может быть наложено взыскание.
В случае автозалога объектом залога является транспортное средство (автомобиль, мотоцикл, специальная техника, плавсредство и т. д.). В зависимости от условий договора, закладываемое транспортное средство может оставаться как в пользовании залогодателя, так и переходить к кредитору на хранение на период действия кредитного договора. Во втором случае для обеспечения сохранности транспортное средство должно быть помещено на охраняемую автостоянку на весь срок действия кредитного договора. В обоих случаях право собственности на предмет залога сохраняется за залогодателем. Если транспортное средство остаётся в пользовании заёмщика, на его имя оформляется доверенность.
В случае неисполнения залогодателем финансовых обязательств перед кредитором на заложенное имущество обращается взыскание, оно продаётся с торгов, а полученные денежные средства от его реализации направляются на погашение основного обязательства. Договором залога вместо обращения взыскания на заложенный автомобиль и удовлетворения кредитора за счёт вырученных от его продажи средств может быть установлен переход права собственности на автомобиль к кредитору-залогодержателю.